# Helluodes devagiriensis
Helluodes devagiriensis – gatunek chrząszcza z rodziny biegaczowatych i podrodziny Anthiinae.
Gatunek ten opisany został w 2008 roku przez Thomasa Sabu, Prabhakara Abhithę i Zhao Danyanga. 
Jedyną znaną lokalizacją zamieszkiwaną przez tego chrząszcza są zachodnie stoki Ghatów Zachodnich w południowo-zachodnich Indiach.